# 2018년 KBO 포스트시즌

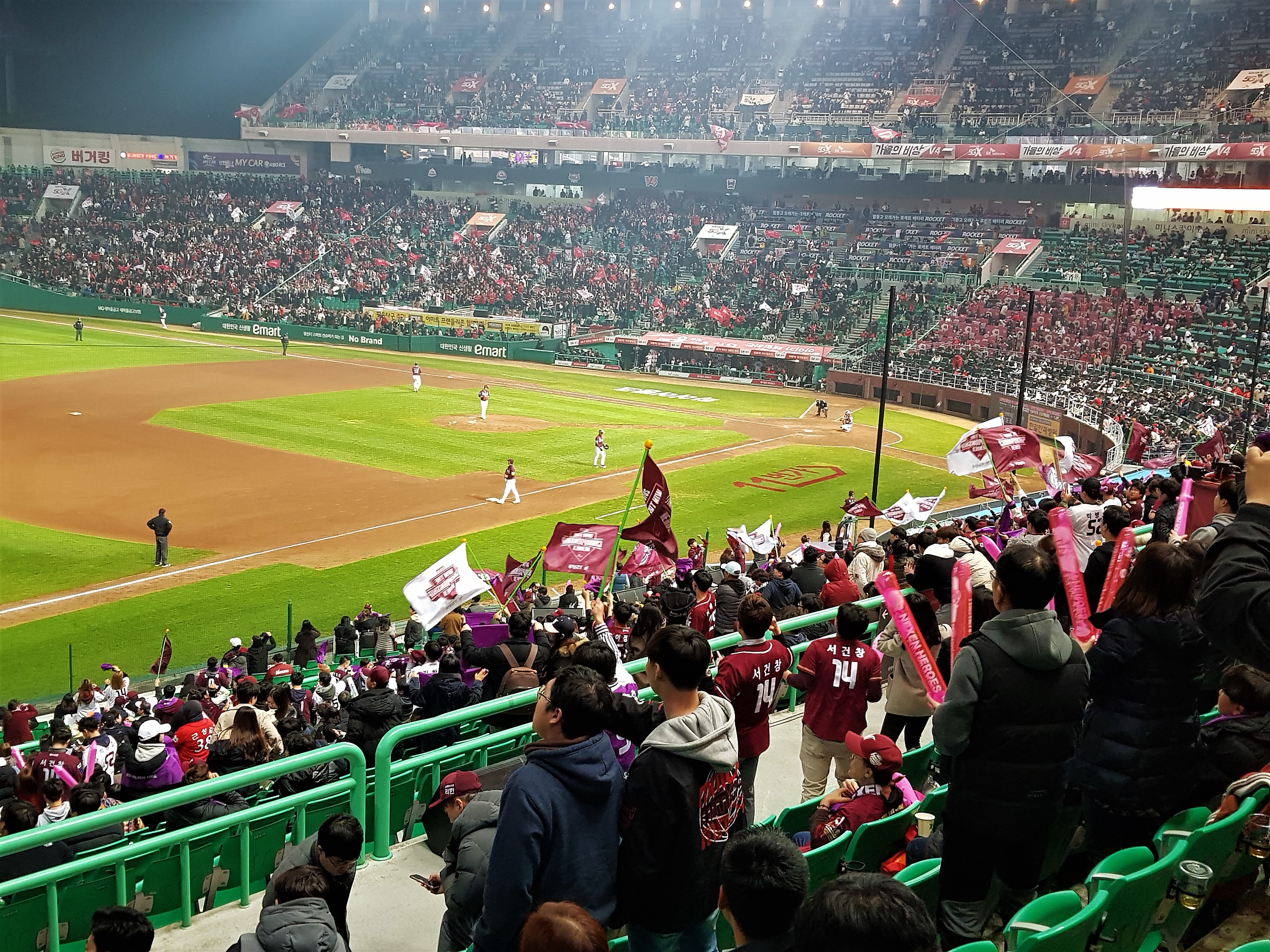
2018 KBO 포스트시즌 플레이오프 5차전 경기

2018 신한은행 MY CAR  KBO 포스트시즌은 2018년 10월 16일부터 11월 12일까지 실시하였다.

## 진출팀
2018년 포스트시즌에 진출한 팀은 두산 베어스, SK 와이번스, 한화 이글스, 넥센 히어로즈, KIA 타이거즈이다.
- 두산 베어스

외국인 타자의 부진과 부재 속에서도 탄탄한 야수층과 투수력을 앞세운 압도적인 전력으로 1위를 독주해 2016년 자신들이 세웠던 한 시즌 최다승 타이인 93승을 달성하고 정규리그 1위로 한국시리즈에 직행했다. 2015년부터 4년 연속 포스트시즌 진출, 4년 연속 한국시리즈 진출이며, 2015 시즌부터 팀 감독으로 부임한 김태형 감독은 부임 이후 매년 한국시리즈 진출이라는 쾌거를 달성하였다.
- SK 와이번스

에이스 김광현의 복귀로 업그레이드 된 선발진과 함께 트레이 힐만 감독 부임 이후 장타력을 갖춘 홈런 군단의 팀 컬러를 2018년에도 유감없이 선보이며 2017년부터 2년 연속 포스트시즌 진출에 성공했다. 플레이오프 직행은 2012년 이후 6년만이다.
- 한화 이글스

한용덕 감독 부임 후 탄탄한 불펜진 구축과 외국인 타자 제러드 호잉 등의 활약을 앞세워 정규시즌 3위를 차지했다. 최근 포스트시즌 진출은 2007년이었으며, 무려 11년 만에 포스트시즌 명단에 이름을 올렸다.
- 넥센 히어로즈

2013년부터 2016년까지 4년 연속 포스트시즌 진출을 달성하여 신흥 강호로 이름을 알렸으나 2017년에 7위로 포스트시즌 진출에 탈락했다. 2018년에는 주축 선수들의 부상과 조상우와 박동원이 불미스러운 사건에 연루되어 이탈했지만 대체 선수들이 요소마다 활약해주며 2년 만에 다시 포스트시즌 진출에 성공하였다.
- KIA 타이거즈

2017년 시즌 우승팀으로 어려운 시기를 겪었지만 결국 시즌 마지막까지 삼성 라이온즈, 롯데 자이언츠와의 치열한 경쟁을 뚫고 3년 연속 포스트시즌 진출에 성공하며, 간신히 5위로 마지막 티켓을 얻어내었다.

## 대진표
|  | 와일드카드 결정전 | 와일드카드 결정전 | 와일드카드 결정전 |  |  | 준플레이오프 | 준플레이오프  | 준플레이오프 |  |  | 플레이오프 | 플레이오프    | 플레이오프 |  |  | 한국시리즈 | 한국시리즈  | 한국시리즈 |
|  |                   |                   |                   |  |  |              |               |              |  |  |            |               |            |  |  |            |             |            |
|  |                   |                   |                   |  |  |              |               |              |  |  |            |               |            |  |  | 1          | 두산 베어스 | 2          |
|  |                   |                   |                   |  |  |              |               |              |  |  | 2          | SK 와이번스   | 3          |  |  | 2          | SK 와이번스 | 4          |
|  |                   |                   |                   |  |  | 3            | 한화 이글스   | 1            |  |  | 4          | 넥센 히어로즈 | 2          |  |  |            |             |            |
|  | 4                 | 넥센 히어로즈     | 1                 |  |  | 4            | 넥센 히어로즈 | 3            |  |  |            |               |            |  |  |            |             |            |
|  | 5                 | KIA 타이거즈      | 0                 |  |  |              |               |              |  |  |            |               |            |  |  |            |             |            |

## 와일드카드 결정전

### 출장자 명단
| 팀            | 선수 명단 |
| 넥센 히어로즈 | - 감독 - 장정석 - 코치 - 나이트, 허문회, 조재영, 송지만, 강병식, 홍원기, 마정길, 박도현 - 투수 - 해커, 한현희, 브리검, 오주원, 김성민, 김상수, 이상민, 이승호, 조성운, 신재영, 윤영삼, 양현, 안우진, 이보근 - 포수 - 주효상, 김재현 - 내야수 - 김민성, 김혜성, 김하성, 김지수, 서건창, 장영석, 박병호, 송성문 - 외야수 - 임병욱, 박정음, 김규민, 샌즈, 이정후, 고종욱      |
| KIA 타이거즈  | - 감독 - 김기태 - 코치 - 홍세완, 김민호, 김종국, 김민우, 이대진, 코우조, 김상훈, 서재응 - 투수 - 임창용, 윤석민, 임기준, 김윤동, 문경찬, 임기영, 헥터, 박준표, 팻 딘, 김세현, 양현종, 이민우, 황인준 - 포수 - 김민식, 한승택 - 내야수 - 김선빈, 홍재호, 최원준, 안치홍, 황윤호, 김주찬, 이범호, 유민상, 정성훈 - 외야수 - 유재신, 이명기, 나지완, 최형우, 버나디나, 박준태 |

### 경기 기록
| 일시                   | 경기  | 원정팀(선공) | 스코어 | 홈팀(후공)    | 개최 구장    | 개시 시각 | 관중수   | 경기 MVP             |
| ---------------------- | ----- | ------------ | ------ | ------------- | ------------ | --------- | -------- | -------------------- |
| 10월 16일(화)          | 1차전 | KIA 타이거즈 | 6 - 10 | 넥센 히어로즈 | 고척스카이돔 | 18시 30분 | 15,915명 | 샌즈 (넥센 히어로즈) |
| 승리팀 : 넥센 히어로즈 |       |              |        |               |              |           |          |                      |

### 1차전
2018년 10월 16일 - 고척스카이돔
| 팀 | 1 | 2 | 3 | 4 | 5 | 6 | 7 | 8 | 9 | R  | H  | E | B |
| KIA 타이거즈 | 0 | 0 | 0 | 0 | 2 | 2 | 1 | 1 | 0 | 6  | 8  | 4 | 5 |
| 넥센 히어로즈 ◄ | 0 | 0 | 0 | 0 | 5 | 0 | 4 | 1 | X | 10 | 11 | 0 | 4 |
| 승리 투수: 이보근 패전 투수: 팻 딘 세이브: 없음 홀드: 없음 홈런: KIA – 이범호 (브리검 상대 6회 2점, 이보근 상대 8회 1점) 넥센 – 샌즈 (김윤동 상대 7회 2점) |   |   |   |   |   |   |   |   |   |    |    |   |   |

- 시구 : 가수 에일리
- 1차전 MVP: 넥센 샌즈 - 4타수 2안타(1홈런) 4타점
  - 넥센 샌즈, 와일드카드 결정전 한 경기 최다 타점 신기록(4타점)
  - KIA 이범호, 포스트시즌 통산 22번째 연타석 홈런(개인 2호)
  - KIA, 포스트시즌 한 이닝 최다 실책 타이(3개, 5회말)

1차전에서 넥센은 브리검, KIA은 양현종이 각각 선발 등판했다.
4회까지는 양 팀의 선발 투수들이 호투하며 팽팽한 승부를 이어갔으나, 5회초 KIA가 김민식과 김선빈의 연속 사사구와 버나디나의 희생번트 후 나지완의 삼진으로 맞은 2사 2-3루 찬스에서 최형우의 2타점 적시타로 선취점을 뽑았다. 이 때 김선빈은 손가락 부상으로 교체됐다.
그러나 넥센은 곧바로 5회말 공격에서 임병욱은 안타로, 김혜성은 김민식의 타격 방해로 출루한 상황에서 김재현의 내야 안타로 무사 만루 찬스를 잡았고 이후 이정후는 인필드 플라이 타구를 쳤으나 김민식이 타구를 놓쳐 파울이 되는 기이한 상황으로 다시 타격 기회를 얻어 희생플라이 타점을 기록했고 서건창의 타구를 KIA 유격수 황윤호의 송구 실책으로 동점을 만드는데 성공하며 양현종을 강판시켰다. 이후 바뀐 투수 임창용을 상대로 샌즈의 2타점 적시 2루타와 2사 후 김하성의 적시 2루타로 역전에 성공하며 5득점을 기록했다.
하지만 KIA도 거세게 반격했다. 6회초 1사 1루에서 이범호가 투런 홈런을 쳐 내며 1점차로 추격했고 7회초 한현희를 상대로 나디나의 2루타와 나지완의 적시타로 다시 동점을 만들었다.
그러자 7회말 넥센은 KIA 투수 팻 딘을 상대로 이정후의 안타와 서건창의 1타점 2루타로 다시 재역전에 성공했고 이어서 바뀐 투수 김윤동을 상대로 샌즈가 투런 홈런을 치고 또 2사 2루에서 임병욱의 1타점 3루타까지 나오며 4득점을 했다.
KIA는 8회초 이범호의 연타석 홈런으로 추격했으나 넥센은 8회말 1사 만루에서 박병호의 희생플라이로 달아났고, 9회초 넥센의 마무리 투수 김상수가 KIA의 최형우를 뜬공 처리하며 1승의 어드벤티지를 얻은 넥센이 준플레이오프에 진출했다.

## 준플레이오프

### 출장자 명단
| 팀            | 선수 명단 |
| 한화 이글스   | - 감독 - 한용덕 - 코치 - 송진우, 장종훈, 전형도, 김해님, 채종국, 고동진, 강인권, 이양기 - 투수 - 이태양, 김범수, 장민재, 안영명, 박주홍, 헤일, 송은범, 권혁, 샘슨, 김민우, 정우람, 박상원, 김성훈, 임준섭 - 포수 - 최재훈, 지성준 - 내야수 - 송광민, 정근우, 강경학, 하주석, 김회성, 정은원, 김태균 - 외야수 - 이용규, 최진행, 양성우, 호잉, 이성열, 장진혁, 김민하   |
| 넥센 히어로즈 | - 감독 - 장정석 - 코치 - 나이트, 허문회, 조재영, 송지만, 강병식, 홍원기, 마정길, 박도현 - 투수 - 해커, 한현희, 브리검, 오주원, 김성민, 김상수, 이상민, 이승호, 조성운, 신재영, 윤영삼, 양현, 안우진, 이보근 - 포수 - 주효상, 김재현 - 내야수 - 김민성, 김혜성, 김하성, 김지수, 서건창, 장영석, 박병호, 송성문 - 외야수 - 임병욱, 박정음, 김규민, 샌즈, 이정후, 고종욱 |

### 경기 기록
| 일시                                                              | 경기  | 원정팀(선공)  | 스코어 | 홈팀(후공)    | 개최 구장              | 개시 시각 | 관중수          | 경기 MVP               |
| ----------------------------------------------------------------- | ----- | ------------- | ------ | ------------- | ---------------------- | --------- | --------------- | ---------------------- |
| 10월 19일(금)                                                     | 1차전 | 넥센 히어로즈 | 3 - 2  | 한화 이글스   | 대전한화생명이글스파크 | 18시 30분 | 12,400명 (매진) | 박병호 (넥센 히어로즈) |
| 10월 20일(토)                                                     | 2차전 | 넥센 히어로즈 | 7 - 5  | 한화 이글스   | 대전한화생명이글스파크 | 14시 00분 | 12,400명 (매진) | 임병욱 (넥센 히어로즈) |
| 10월 22일(월)                                                     | 3차전 | 한화 이글스   | 4 - 3  | 넥센 히어로즈 | 고척스카이돔           | 18시 30분 | 16,300명 (매진) | 김태균 (한화 이글스)   |
| 10월 23일(화)                                                     | 4차전 | 한화 이글스   | 2 - 5  | 넥센 히어로즈 | 고척스카이돔           | 18시 30분 | 16,300명 (매진) | 안우진 (넥센 히어로즈) |
| 승리팀 : 넥센 히어로즈, 준플레이오프 MVP : 임병욱 (넥센 히어로즈) |       |               |        |               |                        |           |                 |                        |

### 1차전
2018년 10월 19일 - 대전한화생명이글스파크
| 팀 | 1 | 2 | 3 | 4 | 5 | 6 | 7 | 8 | 9 | R | H  | E | B |
| 넥센 히어로즈 ◄                                                                                             | 0 | 0 | 0 | 2 | 0 | 0 | 1 | 0 | 0 | 3 | 9  | 4 | 2 |
| 한화 이글스                                                                                                 | 0 | 0 | 0 | 0 | 0 | 1 | 1 | 0 | 0 | 2 | 12 | 1 | 3 |
| 승리 투수: 해커 패전 투수: 헤일 세이브: 김상수 홀드: 이보근, 오주원 홈런: 넥센 – 박병호 (헤일 상대 4회 2점) |   |   |   |   |   |   |   |   |   |   |    |   |   |

- 시구 : 이희수 (前 한화 이글스 감독/1999 한국시리즈 우승 주역, 1999 KBO 감독상)
- 1차전 MVP: 넥센 박병호 - 4타수 2안타(1홈런) 2타점 (4회초 결승 2점 홈런)

1차전에서 한화는 헤일, 넥센은 해커가 각각 선발 등판했다.
경기 초반에는 양 선발 투수들이 무실점 투구를 이어갔는데 넥센 히어로즈가 4회초 무사 2루에서 박병호가 2점 홈런을 쳐 내며 선취점을 얻었다.
한편, 5회까지 잔루를 쌓던 한화 이글스는 6회말 1사 1루에서 터진 최재훈의 1타점 2루타로 해커를 끌어내리고 추격을 시작했다. 그러자 넥센는 7회초 1사 1루에서 대타 송성문이 1타점 적시타를 쳐 내며 곧바로 달아났고 한화 이글스는 7회말 호잉의 3루타와 이성열의 1타점 2루타가 나오며 1점차 승부로 좁혀졌다. 그러나 한화 이글스는 8회말 1사 만루 찬스를 잡았으나 이용규와 호잉이 범타로 물러나며 동점 혹은 역전 찬스를 날렸다. 그 뒤 9회말 공격을 김상수가 삼자범퇴로 처리하며 넥센 히어로즈가 1차전 기선 제압에 성공했다.
넥센 히어로즈는 득점권 찬스가 적은 편이었지만 중요한 순간 홈런과 적시타가 터진 반면 한화 이글스는 장단 12안타와 상대 실책 4개로 찬스를 만들었음에도 불구하고 단 두 번밖에 적시타가 나오지 않았다. 거기다 찬스 때마다 주루사가 나오며 경기를 내주고 말았다.

### 2차전
2018년 10월 20일 - 대전한화생명이글스파크
| 팀 | 1 | 2 | 3 | 4 | 5 | 6 | 7 | 8 | 9 | R | H  | E | B |
| 넥센 히어로즈 ◄ | 0 | 0 | 0 | 3 | 3 | 0 | 1 | 0 | 0 | 7 | 10 | 1 | 7 |
| 한화 이글스 | 0 | 1 | 0 | 3 | 0 | 0 | 0 | 1 | 0 | 5 | 9  | 2 | 6 |
| 승리 투수: 안우진 패전 투수: 안영명 세이브: 김상수 홀드: 이보근 홈런: 넥센 – 임병욱 (샘슨 상대 4회 3점, 박상원 상대 5회 3점) |   |   |   |   |   |   |   |   |   |   |    |   |   |

- 시구 : 구대성 (1999 한국시리즈 MVP)
- 2차전 MVP: 넥센 임병욱 - 4타수 2안타(2홈런) 6타점 (5회초 결승 3점 홈런)
  - 넥센 임병욱, 포스트시즌 역대 23번째 연타석 홈런(준PO 8호)및 준PO 역대 한 경기 최다 타점 신기록(6타점)
  - 넥센 안우진, 준PO 역대 최연소 승리투수 신기록(만 19세 1개월 20일)
  - 한화 샘슨, 포스트시즌 경기 시작후 연속 타자 탈삼진 신기록(5타자, 종전 3타자) 및 준PO 연속 타자 탈삼진 타이 기록
  - 한화 정근우, 포스트시즌 경기 최다 사구(2) 타이(준PO 5, PS 26번째) 및 준PO 최다 연타석 사구(2) 타이 기록(3번째)
  - 넥센 한현희, 준PO 최다 연속 타자 사사구 허용 타이(3개, 9번째)

2차전에서 한화는 샘슨, 넥센은 한현희가 각각 선발 등판했다.
한화 이글스는 2회말 한현희의 제구 난조를 틈타 맞이한 2사 만루에서 이용규의 밀어내기 볼넷으로 선취점을 얻었다.
4회는 양 팀이 빅이닝을 주고받았다. 먼저 넥센 히어로즈는 4회초 무사 2-3루 찬스에서 임병욱이 3점 홈런을 쳐 내며 단숨에 역전에 성공했다. 그러자 한화 이글스는 한현희가 사사구 3개로 제구 난조를 보인 4회말 무사 만루 찬스에서 이용규의 2타점 적시타로 동점을 만들었고 이후 1사 1-3루에서 이성열이 삼진을 당했고 1루 주자였던 이용규가 런다운에 걸렸는데 그 상황에서 1루 실책이 발생한 틈을 타 정근우가 홈으로 들어오며 재역전에 성공했다.
그러나 넥센 히어로즈는 5회초 1사 1-2루에서 임병욱이 3점 홈런을 또 다시 쳐 내며 팀의 리드를 다시 찾아왔다. 이에 그치지 않고 7회초 2사에 연속 3안타를 쳐 내며 쐐기점인 1점을 더 추가했다. 한화 이글스는 8회말 2사 2루에서 이용규의 적시타로 2점차까지 추격했지만 역부족이었다. 결국 넥센 히어로즈가 2차전마저 승리하며 플레이오프 진출까지 단 1승만을 남겨놓게 되었다.
장정석 감독은 경기를 평가하며 "임병욱, 안우진 등 영건이 승리를 이끌었다."고 자평했다. 또한 승리 투수, 수훈선수 등에 23세 이하의 영건이 다수 포함되어 눈길을 끌기도 했다.

### 3차전
2018년 10월 22일 - 고척스카이돔
| 팀 | 1 | 2 | 3 | 4 | 5 | 6 | 7 | 8 | 9 | R | H | E | B |
| 한화 이글스 ◄                                                                                         | 0 | 2 | 0 | 0 | 0 | 1 | 0 | 0 | 1 | 4 | 8 | 2 | 2 |
| 넥센 히어로즈                                                                                         | 0 | 0 | 0 | 0 | 2 | 1 | 0 | 0 | 0 | 3 | 5 | 0 | 6 |
| 승리 투수: 정우람 패전 투수: 오주원 세이브: 없음 홀드: 임준섭 홈런: 한화 – 호잉 (브리검 상대 6회 1점) |   |   |   |   |   |   |   |   |   |   |   |   |   |

- 시구 : 솔지 (EXID)
- 3차전 MVP: 한화 김태균 - 4타수 2안타 1타점 (9회초 결승 2루타)
  - 넥센, 포스트시즌 역대 세 번째 삼중살 (2회초 김회성 상대 5-4-3 포스 아웃 삼중살)
  - 한화, 4028일만에 포스트시즌 승리

3차전에서 넥센은 브리검, 한화는 장민재가 각각 선발 등판했다.
선취점은 한화가 먼저 기록했다. 한화는 2회초 이성열의 볼넷부터 시작해 김태균, 하주석, 최재훈의 연속 3안타가 터지며 2점을 먼저 기록했다. 그러나 이후 김회성이 5-4-3으로 연결되는 삼중살을 당하면서 흐름이 완전히 끊겼다. 한편, 한화 선발 장민재에게 무득점으로 끌려가던 넥센은 5회말 김규민의 볼넷과 김재현의 희생 번트로 만들어진 1사 2루에서 서건창의 1타점 2루타로 장민재를 강판시켰다. 이후 임준섭이 송성문을 땅볼 처리하고 내려간 2사 3루에서 이태양을 상대로 샌즈가 유격수 키를 넘어기는 적시타로 경기를 원점으로 돌리는데 성공했다. 6회에 양 팀은 한 점씩 더 주고받았는데 6회초 2사에 터진 호잉의 솔로 홈런으로 한화가 다시 앞섰으나, 넥센이 6회말에 임병욱의 몸에 맞는 공과 이태양의 송구 실책 및 김범수가 고종욱을 삼진 처리하며 만들어진 2사 1-3루에서 폭투로 3루 주자가 득점하며 승부는 다시 원점으로 돌아갔다. 팽팽했던 양 팀의 승부는 9회에 갈렸다. 9회초 한화는 8회부터 올라온 오주원으로부터 선두 타자 호잉의 안타와 이성열의 땅볼로 선행 주자가 아웃된 1사 1루에서 김태균이 바뀐 투수 이보근의 초구를 받아쳐 우중간을 가르는 1타점 적시 2루타를 쳤고, 1루주자였던 이성열도 혼신의 주루플레이로 득점에 성공했다. 그리고 9회말에는 8회부터 올라온 한화 마무리 정우람이 1.2이닝을 무실점으로 마무리 지으며 한화 이글스가 시리즈 첫 승을 거뒀다.

### 4차전
2018년 10월 23일 - 고척스카이돔
| 팀                                                          | 1 | 2 | 3 | 4 | 5 | 6 | 7 | 8 | 9 | R | H | E | B |
| 한화 이글스                                                 | 1 | 0 | 0 | 1 | 0 | 0 | 0 | 0 | 0 | 2 | 9 | 1 | 3 |
| 넥센 히어로즈 ◄                                             | 0 | 0 | 1 | 2 | 0 | 0 | 0 | 2 | X | 5 | 6 | 1 | 7 |
| 승리 투수: 안우진 패전 투수: 박주홍 세이브: 없음 홀드: 없음 |   |   |   |   |   |   |   |   |   |   |   |   |   |

- 시구 : 배우 김희정
- 4차전 MVP: 넥센 안우진 -  5.2이닝 5피안타 1사사구 무실점 5K(투구수 72개, 4회초 1사 구원등판)
  - 넥센 이승호 - 한화 박주홍, 역대 두 번째 포스트시즌 '고졸 신인' 선발 맞대결
  - 넥센 임병욱, 준플레이오프 시리즈 최다 타점 타이(8타점)

4차전에서 넥센은 이승호, 한화는 박주홍이 각각 선발 등판했다.
한화 이글스는 1회초 1사 만루에서 이성열의 희생플라이로 선취 득점에 성공했고 넥센 히어로즈는 3회말 1사 3루에서 김재현의 스퀴즈 번트로 동점을 만드는데 성공했다. 그러자 곧바로 한화 이글스는 4회초 1사 2-3루에서 김회성의 1타점 내야 땅볼로 리드를 잡았다. 하지만 넥센 히어로즈가 4회말 2사 만루에서 김규민의 2타점 적시타로 박주홍을 강판시키고 역전에 성공했다. 이후 넥센 히어로즈는 8회말 임병욱의 2타점 3루타로 승부에 쐐기를 박았고, 4회초 1사부터 올라온 안우진이 9회초 선두타자 강경학에게 2루타를 허용했지만 다음 세 타자를 연속으로 범타 처리하며 경기를 마무리했다. 이로써 넥센 히어로즈가 시리즈 3승 1패로 승리하며 4년만에 플레이오프에 진출하게 되었다.
- 준플레이오프 MVP: 넥센 임병욱 - 시리즈 타율 .364(11타수 4안타) 2홈런 8타점

## 플레이오프

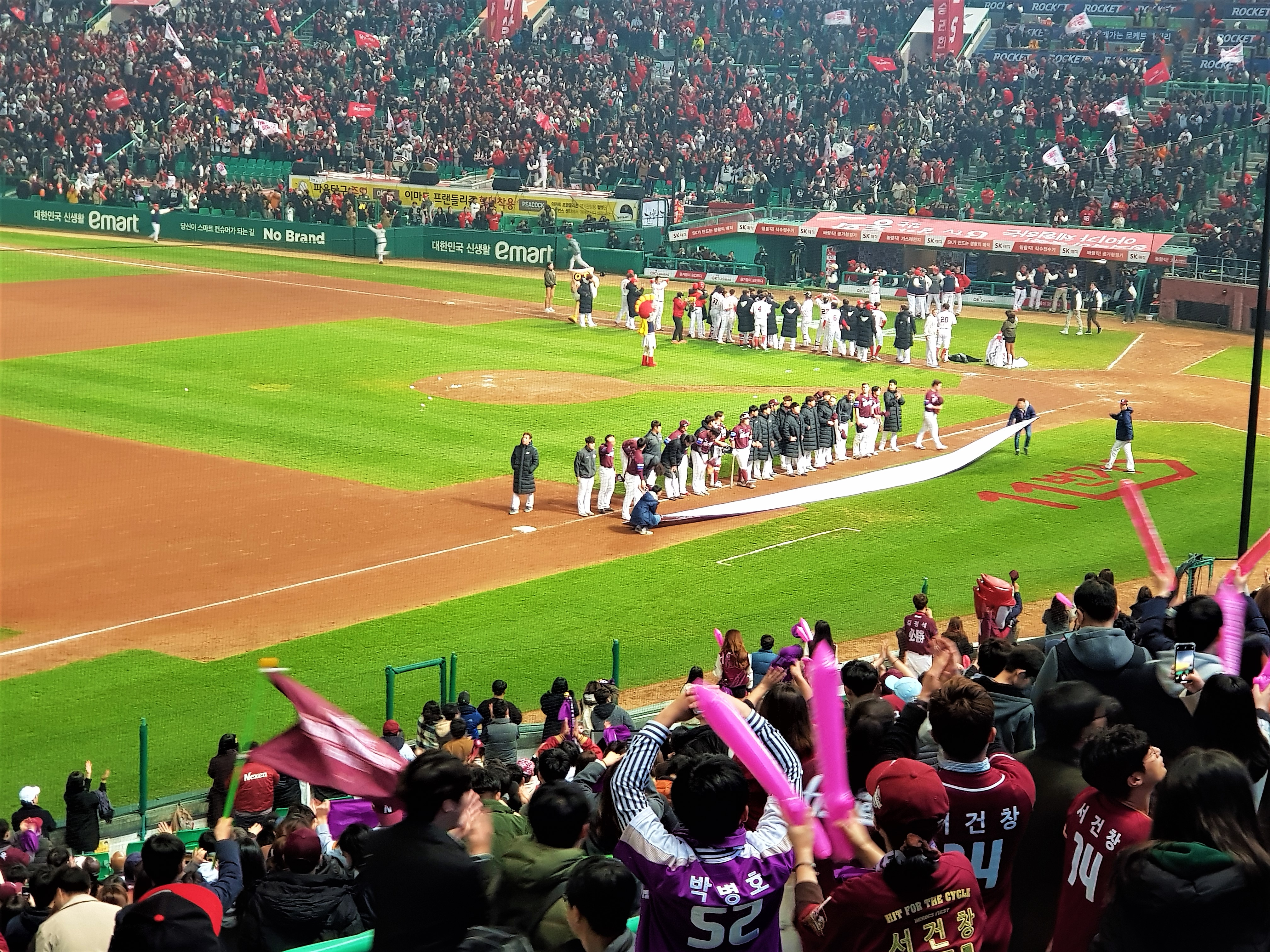
2018 KBO 포스트시즌 플레이오프 5차전이 끝나고 인사하는 선수들

### 출장자 명단
| 팀            | 선수 명단 |
| SK 와이번스   | - 감독 - 힐만 - 코치 - 손지환, 박재상, 박경완, 김성갑, 손혁, 예이츠, 정수성, 정경배 - 투수 - 김택형, 신재웅, 산체스, 정영일, 서진용, 켈리, 김광현, 박정배, 문승원, 박종훈, 김태훈, 이승진, 윤희상 - 포수 - 이재원, 허도환, 이성우 - 내야수 - 나주환, 최항, 김성현, 박승욱, 최정, 로맥, 강승호, 박정권 - 외야수 - 김강민, 김재현, 정진기, 정의윤, 김동엽, 한동민       |
| 넥센 히어로즈 | - 감독 - 장정석 - 코치 - 나이트, 허문회, 조재영, 송지만, 강병식, 홍원기, 마정길, 박도현 - 투수 - 해커, 한현희, 브리검, 오주원, 김성민, 김상수, 이상민, 이승호, 조성운, 신재영, 윤영삼, 양현, 안우진, 이보근 - 포수 - 주효상, 김재현 - 내야수 - 김민성, 김혜성, 김하성, 김지수, 서건창, 장영석, 박병호, 송성문 - 외야수 - 임병욱, 박정음, 허정협, 김규민, 샌즈, 고종욱 |

### 경기 기록
| 일시                                                        | 경기  | 원정팀(선공)  | 스코어  | 홈팀(후공)    | 개최 구장         | 개시 시각 | 관중수   | 경기 MVP               |
| ----------------------------------------------------------- | ----- | ------------- | ------- | ------------- | ----------------- | --------- | -------- | ---------------------- |
| 10월 27일(토)                                               | 1차전 | 넥센 히어로즈 | 8 - 10  | SK 와이번스   | 인천SSG랜더스필드 | 14시 00분 | 24,219명 | 박정권 (SK 와이번스)   |
| 10월 28일(일)                                               | 2차전 | 넥센 히어로즈 | 1 - 5   | SK 와이번스   | 인천SSG랜더스필드 | 14시 00분 | 23,642명 | 김강민 (SK 와이번스)   |
| 10월 30일(화)                                               | 3차전 | SK 와이번스   | 2 - 3   | 넥센 히어로즈 | 고척스카이돔      | 18시 30분 | 13,839명 | 한현희 (넥센 히어로즈) |
| 10월 31일(수)                                               | 4차전 | SK 와이번스   | 2 - 4   | 넥센 히어로즈 | 고척스카이돔      | 18시 30분 | 11,683명 | 샌즈 (넥센 히어로즈)   |
| 11월 2일(금)                                                | 5차전 | 넥센 히어로즈 | 10 - 11 | SK 와이번스   | 인천SSG랜더스필드 | 18시 30분 | 18,562명 | 한동민 (SK 와이번스)   |
| 승리팀 : SK 와이번스, 플레이오프 MVP : 김강민 (SK 와이번스) |       |               |         |               |                   |           |          |                        |

### 1차전
2018년 10월 27일 - 인천SSG랜더스필드
| 팀 | 1 | 2 | 3 | 4 | 5 | 6 | 7 | 8 | 9 | R  | H  | E | B |
| 넥센 히어로즈 | 0 | 0 | 1 | 0 | 2 | 0 | 5 | 0 | 0 | 8  | 11 | 1 | 3 |
| SK 와이번스 ◄ | 1 | 0 | 0 | 4 | 3 | 0 | 0 | 0 | 2 | 10 | 13 | 2 | 5 |
| 승리 투수: 산체스 패전 투수: 김상수 세이브: 없음 홀드: 없음 홈런: 넥센 – 송성문 (김광현 상대 5회 2점, 7회 2점), 샌즈 (문승원 상대 7회 3점) SK – 최정 (브리검 상대 1회 1점), 김강민 (브리검 상대 4회 2점), 김성현 (안우진 상대 5회 3점), 박정권 (김상수 상대 9회 2점) |   |   |   |   |   |   |   |   |   |    |    |   |   |

- 시구 : 김유현 (SK 와이번스 어린이 팬)
- 1차전 MVP: SK 박정권 - 2타수 1안타(1홈런) 2타점 (9회말 결승 끝내기 2점 홈런)
  - SK 박정권, 포스트시즌 역대 8번째 끝내기 홈런(PO 3호), PO 통산 최다 홈런 신기록(7개)
  - 넥센 송성문, 포스트시즌 역대 24번째 연타석 홈런(PO 8호)

1차전에서 SK는 김광현, 넥센은 브리검이 각각 선발 등판했다.
경기가 시작하자마자 1회말 SK가 최정의 솔로포를 앞세워 기선 제압했지만 넥센이 3회초 2사 3루에서 서건창의 적시 2루타로 경기를 원점으로 돌리는데 성공했다. 그런데 3회말 SK 와이번스의 공격에서 브리검의 투구가 최정의 머리쪽으로 향하자 양 팀의 감정이 격해져 벤치 클리어링이 일어나는 바람에 경기가 4분 정도 중단됐다. SK는 4회말 1사 2-3루에서 강승호의 2타점 적시타와 김강민의 2점 홈런으로 브리검을 완벽하게 공략했다. 이후 5회초 넥센이 1사 1루에서 송성문의 2점 홈런으로 추격하자 SK는 5회말 2사 1-2루에서 안우진을 상대로 김성현이 3점 홈런을 쳐 내며 5점 차까지 달아나는데 성공했다. 그러나 넥센은 7회초 김광현을 상대로 송성문이 또 다시 2점 홈런을 쳐 낸데 이어 1사 1-2루에서 샌즈가 문승원을 상대로 3점 홈런을 치며 승부는 원점으로 돌아갔다. 결국 두 팀의 치열했던 승부는 9회말 넥센의 마무리 김상수를 상대로 1사 1루에서 SK의 박정권이 끝내기 2점 홈런으로 종지부를 찍으며 SK가 1차전 승리를 먼저 가져갔다.

### 2차전
2018년 10월 28일 - 인천SSG랜더스필드
| 팀 | 1 | 2 | 3 | 4 | 5 | 6 | 7 | 8 | 9 | R | H | E | B |
| 넥센 히어로즈 | 0 | 1 | 0 | 0 | 0 | 0 | 0 | 0 | 0 | 1 | 5 | 0 | 3 |
| SK 와이번스 ◄ | 0 | 0 | 1 | 0 | 1 | 2 | 1 | 0 | X | 5 | 9 | 2 | 2 |
| 승리 투수: 김택형 패전 투수: 해커 세이브: 없음 홀드: 정영일 홈런: SK – 김강민 (해커 상대 5회 1점), 이재원 (해커 상대 6회 2점), 최정 (오주원 상대 7회 1점) |   |   |   |   |   |   |   |   |   |   |   |   |   |

- 시구 : 박남춘 인천광역시장
- 2차전 MVP: SK 김강민 - 4타수 2안타(1홈런) 2타점 (5회 결승 1점 홈런)
  - SK 김강민, 최정 포스트시즌 2경기 연속 홈런
  - SK 최정, 플레이오프 연속 출루 신기록 (17경기)

2차전에서 SK는 켈리, 넥센은 해커가 각각 선발 등판했다.
넥센은 2회초 공격에서 1사 2루에서 임병욱의 적시타로 선취점을 기록했다. 그러나 SK는 김강민이 3회말 2사 3루에서 동점 적시타를 쳐 낸데 이어 5회말 2사에서 1점 홈런을 쳐 내며 역전에 성공했다. 여기에 SK는 6회말 1사 1루에서 이재원의 2점 홈런으로 넥센 선발 해커를 강판시켰고, 7회말 2사에서 최정이 1점 홈런을 추가하며 승부에 쐐기를 박았다. SK는 켈리가 오른손 저림 통증으로 인하여 4이닝만 소화하고 내려간 가운데 불펜진이 무실점으로 호투하며 시리즈 2승을 선점했고, 6년만의 한국시리즈 진출에 단 1승만을 남겨두게 되었다. 한편, 이 날도 양 팀에서 벤치 클리어링이 벌어졌다. 3회초 1사 1-2루 박병호의 병살타 상황에서 넥센의 1루 주자였던 샌즈가 SK 2루수 강승호에게 거칠게 슬라이딩을 한 것이 발단이 됐고, 이에 SK 유격수 김성현이 손가락 욕을 하는 등 거친 언사가 오고가며 벤치 클리어링이 벌어졌다.

### 3차전
2018년 10월 30일 - 고척스카이돔
| 팀 | 1 | 2 | 3 | 4 | 5 | 6 | 7 | 8 | 9 | R | H | E | B |
| SK 와이번스 | 0 | 1 | 0 | 0 | 1 | 0 | 0 | 0 | 0 | 2 | 8 | 0 | 1 |
| 넥센 히어로즈 ◄ | 0 | 2 | 0 | 0 | 1 | 0 | 0 | 0 | X | 3 | 7 | 0 | 3 |
| 승리 투수: 한현희 패전 투수: 박종훈 세이브: 김상수 홀드: 오주원, 안우진, 이보근 홈런: SK – 로맥 (한현희 상대 2회 1점), 강승호 (한현희 상대 5회 1점) |   |   |   |   |   |   |   |   |   |   |   |   |   |

- 시구 : 지민 (AOA)
- 3차전 MVP: 넥센 한현희 -  5.1이닝 6피안타 1사사구 2실점 7K (투구수 88개)
  - SK 최정, 플레이오프 연속 출루 신기록 (18경기)

3차전에서 넥센은 한현희, SK는 박종훈이 각각 선발 등판했다.
SK는 2회초 로맥이 1점 홈런을 쳐 내며 선취점을 기록했으나, 넥센은 2회말 2사 2-3루에서 주효상의 2타점 적시타로 곧바로 뒤집는데 성공했다. 그 후 5회초 SK는 강승호가 동점 1점 홈런을 쳐 내며 다시 균형을 맞췄지만, 5회말 넥센이 김혜성의 3루타와 송성문의 희생플라이로 다시 리드를 잡았다. SK는 6회초 1사 만루를 만들며 넥센의 선발 투수 한현희를 강판시켰으나 정의윤이 이어서 등판한 오주원을 상대로 5-4-3 병살타를 쳐서 이닝이 종료됐다. 여기에 8회초는 김강민의 내야 안타와 도루로 만들어진 무사 2루에서 한동민, 최정,  로맥이 이보근에게 모두 삼진으로 물러나는 등 SK는 홈런 외에는 점수를 뽑지 못한 반면 넥센은 한현희의 호투와 오주원, 안우진, 이보근, 김상수의 불펜진이 무실점으로 호투하며 플레이오프 시리즈 첫 승을 기록했다.

### 4차전
2018년 10월 31일 - 고척스카이돔
| 팀 | 1 | 2 | 3 | 4 | 5 | 6 | 7 | 8 | 9 | R | H | E | B |
| SK 와이번스 | 0 | 0 | 0 | 0 | 0 | 0 | 0 | 0 | 2 | 2 | 4 | 1 | 7 |
| 넥센 히어로즈 ◄ | 0 | 0 | 0 | 2 | 0 | 2 | 0 | 0 | X | 4 | 5 | 1 | 4 |
| 승리 투수: 안우진 패전 투수: 문승원 세이브: 김상수 홀드: 없음 홈런: SK – 한동민 (이보근 상대 9회 2점) 넥센 – 샌즈 (문승원 상대 4회 2점) |   |   |   |   |   |   |   |   |   |   |   |   |   |

- 시구 : 이가은 (프로듀스 48 출연자) / 시타 : 허윤진 (프로듀스 48 출연자)
- 4차전 MVP: 넥센 샌즈 - 4타수 4안타(1홈런) 2타점 (4회 결승 2점 홈런)
  - SK 최정, 플레이오프 연속 출루 신기록 (19경기)

4차전에서 넥센은 이승호, SK는 문승원이 각각 선발 등판했다.
두 선발 투수들은 무실점으로 호투하며 투수전을 이어갔으나 그 균형은 4회말 1사 1루에서 넥센 히어로즈의 샌즈가 2점 홈런을 쳐 내며 깨졌다. 이후 넥센은 5회초 이승호가 선두 타자 나주환에게 볼넷을 내주자 안우진으로 교체하며 승부수를 걸었고 SK도 5회말부터 산체스를 투입하며 본격적으로 불펜을 가동했다. 넥센은 6회말 1사 1-3루에서 임병욱이 스퀴즈 번트를 시도했고 3루 주자였던 서건창이 런다운에 걸렸으나 이 상황에서 3루수 나주환의 홈 송구가 서건창의 몸에 맞고 굴절되는 실책을 저질러 득점에 성공했고, 이어진 2-3루 상황에서 바뀐 투수 정영일을 상대로 김하성이 적시타를 터트리며 총 2점을 더 추가해 4점차로 달아났다. SK는 9회초 무사 1루에서 넥센 히어로즈의 투수 이보근을 상대로 한동민이 2점 홈런을 쳐 내며 추격했고 2사에서 김상수를 상대로 김강민이 2루타를 치며 기회를 얻었으나 후속타 불발로 무위에 그쳤다. 결국 넥센 히어로즈가 4차전을 승리하며 두산과 상대하게 될 한국시리즈 진출팀은 마지막 5차전에서 가려지게 되었다.

### 5차전
2018년 11월 2일 - 인천SSG랜더스필드
| 팀 | 1 | 2 | 3 | 4 | 5 | 6 | 7 | 8 | 9 | 10 | R  | H  | E | B |
| 넥센 히어로즈 | 0 | 0 | 0 | 0 | 0 | 3 | 0 | 1 | 5 | 1  | 10 | 13 | 1 | 3 |
| SK 와이번스 ◄ | 0 | 0 | 0 | 0 | 0 | 6 | 1 | 2 | 0 | 2  | 11 | 11 | 1 | 8 |
| 승리 투수: 김택형 패전 투수: 신재영 세이브: 없음 홀드: 켈리 홈런: 넥센 – 박병호 (신재웅 상대 9회 2점) SK – 로맥 (브리검 상대 6회 3점), 김강민 (신재영 상대 10회 1점), 한동민 (신재영 상대 10회 1점) |   |   |   |   |   |   |   |   |   |    |    |    |   |   |

- 시구 : 김진욱 (소아암 완치 어린이)
- 5차전 MVP: SK 한동민 - 5타수 1안타(1홈런) 1타점 (10회말 결승 끝내기 1점 홈런)
  - SK 김강민 - 한동민, 포스트시즌 역대  23번째 연속 타자 홈런(PO 10번째)
  - SK 한동민, 포스트시즌 역대 9번째 끝내기 홈런(PO 4번째) 및 포스트시즌 2경기 연속 홈런
  - SK 최정, 플레이오프 연속 출루 신기록 (20경기)

5차전에서 SK는 김광현, 넥센은 브리검이 각각 선발 등판했다.
두 선발 투수가 5회까지 무실점으로 호투하며 팽팽한 승부를 이어갔으나 넥센이 6회초 공격에서 2사 2-3루에서 2타점 2루타를 쳐 내고, 폭투로 2베이스를 달려 득점하며 팀의 3득점에 기여한 임병욱의 활약을 앞세워 리드를 잡았다. 그러나 SK는 6회말 김강민의 안타와 한동민의 땅볼 타구를 처리하는 과정에서 넥센 2루수 김혜성이 송구 실책을 저질렀고, 1사 1-2루에서 로맥이 동점 3점 홈런을 쳐 내며 균형을 맞춘 후 이어진 2사 만루에서 대타로 나선 최항이 3타점 2루타를 쳐 내며 빅 이닝을 만드는데 성공했다. 여세를 몰아 SK는 7회말 1사 1-3루에서 나주환의 적시타로 1점을 추가했다. 8회초 넥센 샌즈의 땅볼 타점으로 다시 3점차로 추격해온 가운데 SK 와이번스는 8회말 1사 1루에서 김강민의 1타점 2루타, 2사 3루에서 최정의 적시타로 더욱더 달아나는데 성공했다. 하지만 넥센은 9회초 2사 2-3루에서 켈리를 상대로 송성문의 2타점 2루타, SK 2루수 강승호가 서건창의 땅볼 타구를 처리하는 과정에서 송구 실책을 저지른 사이 송성문이 득점해 2점차까지 추격했고 뒤이어 올라온 마무리 신재웅을 상대로 박병호가 극적인 동점 2점 홈런을 쳐 내며 경기를 원점으로 만들었다. 이후 연장 10회초 넥센이 임병욱과 김민성의 연속 2루타로 재역전했으나, 이어진 10회말 SK의 김강민과 한동민이 신재영으로부터 백투백 홈런으로 극적인 역전승을 이끌어내며 SK 와이번스가 6년만에 한국시리즈에 진출했다.
- 플레이오프 MVP: SK 김강민 - 시리즈 타율 .429(21타수 9안타) 3홈런 6타점

## 중계 일정
2018년 한국 프로 야구 포스트시즌은 다음과 같은 방송사로부터 중계방송되었다.

### TV 중계

#### 와일드카드 결정전
1차전
- MBC (캐스터: 김나진 / 해설: 허구연, 정민철)

#### 준플레이오프
1차전
- MBC (캐스터: 김나진 / 해설: 허구연, 정민철)

2차전
- KBS2 (캐스터: 이광용 / 해설: 이용철, 장성호)

3차전
- SBS (캐스터: 정우영 / 해설: 이순철, 이승엽)

4차전
- MBC (캐스터: 김나진 / 해설: 허구연, 정민철)

#### 플레이오프
1차전
- KBS2 (캐스터: 이광용 / 해설: 이용철, 장성호)

2차전
- SBS (캐스터: 정우영 / 해설: 이순철, 이승엽)

3차전
- MBC (캐스터: 김나진 / 해설: 허구연, 정민철)

4차전
- KBS2 (캐스터: 이광용 / 해설: 이용철, 장성호)

5차전
- SBS (캐스터: 정우영 / 해설: 이순철, 이승엽)

### 라디오 중계

#### 준플레이오프
1차전
- TJB 파워FM
- 대전 MBC 표준FM
- KBS 대전 제2라디오

2차전
- 대전 MBC 표준FM
- KBS 대전 제2라디오

3차전
- 대전 MBC 표준FM
- KBS 대전 제2라디오

4차전
- 대전 MBC 표준FM
- KBS 대전 제2라디오

#### 플레이오프
1차전
- SBS 러브FM (캐스터: 정석문 / 해설: 안경현)

2차전
- SBS 러브FM (캐스터: 정석문 / 해설: 안경현)

## 같이 보기
- 2018년 KBO 리그
- 2018년 한국시리즈